# Nepeta ernesti-mayeri
Nepeta ernesti-mayeri là một loài thực vật có hoa trong họ Hoa môi. Loài này được Diklic & V.Nikolic mô tả khoa học đầu tiên năm 1977.